# Koncertowo
Koncertowo — первый концертный альбом польской музыкальной группы Zakopower, выпущенный 17 апреля 2009 года звукозаписывающей компанией Kayax (дистрибьютор — EMI Music Poland). Издан в видеоформате DVD, включает как концертное выступление, так и видеоклипы группы и «making of» (съёмки подготовки концерта и съёмки после его окончания). По итогам продаж в Польше 13 января 2010 года DVD-диск получил золотую сертификацию.

## Об альбоме
Концертное выступление Zakopower, записанное на DVD Koncertowo, состоялось в конце 2008 года. Организация и съёмка концерта были проведены при участии телекомпании TVP. Помимо музыкантов группы на сцену вышли несколько приглашённых исполнителей. В их числе Антоний Граляк, сыгравший на тубе, и перкуссионист Хуан Мануэль Албан Хуарес, а также четыре вокалиста — к давно выступающим с группой бэк-вокалисткам Богуславе Кудасик и Станиславе Требуня-Сташель присоединились кубинская певица Омнирис Касусо Толедо и конголезский певец Мома Рики Луманиша. Участие в концерте приняли также продюсер и композитор Матеуш Поспешальский со своим сыном Мареком, оба сыграли на саксофонах. Марек Поспешальский кроме того отвечал на этом выступлении за скретч-эффекты.
В программу выступления Zakopower вошли все наиболее популярные композиции коллектива, в числе которых песни, завоевавшие призы на различных музыкальных фестивалях — «Kiebyś ty…» (премии на XLII фестивале польской песни в Ополе 2005 года и на фестивале TOPtrendy-2005 в Сопоте); «Bóg wie gdzie» (премия на XLV фестивале польской песни в Ополе 2008 года); песня с одного из самых удачных синглов группы «Galop»; кавер-версии песен «Gyöngyhajú lány» группы Omega и «W dzikie wino zaplątani» Марека Грехуты, а также другие концертные номера.
Дополнением к концерту и видеоклипам группы Zakopower стало включение в DVD видеоклипов других исполнителей, продвигаемых фирмой звукозаписи Kayax, в числе которых группы Kapela ze Wsi Warszawa, Bisquit, Benzyna, Mosqitoo, Loco Star и June.

## Список композиций
Альбом Koncertowo включает 13 основных треков и 2 бонус-трека:
| №   | Название           | Текст песни                                                  | Музыка                             | Длительность |
| --- | ------------------ | ------------------------------------------------------------ | ---------------------------------- | ------------ |
| 1.  | «Zbuntowany anioł» | Kayah                                                        | Матеуш Поспешальский               |              |
| 2.  | «Na siedem»        | Бартоломей Кудасик                                           | Матеуш Поспешальский               |              |
| 3.  | «Bóg wie gdzie»    | Бартоломей Кудасик                                           | Матеуш Поспешальский               |              |
| 4.  | «Cy to ta»         | Бартоломей Кудасик                                           | Лидия Поспешальская                |              |
| 5.  | «Salomanga»        | Себастьян Карпель-Булецка / Бартоломей Кудасик               | Матеуш Поспешальский               |              |
| 6.  | «Kac»              | Ванда Чубернатова                                            | Матеуш Поспешальский / Пётр Рыхлец |              |
| 7.  | «Nie bo nie»       | Бартоломей Кудасик                                           | Матеуш Поспешальский               |              |
| 8.  | «Ubiję usiekę»     | Рафал Брындаль / Матеуш Поспешальский                        | Матеуш Поспешальский               |              |
| 9.  | «Tupany»           | Себастьян Карпель-Булецка                                    | Матеуш Поспешальский               |              |
| 10. | «Milczenie owiec»  | Бартоломей Кудасик                                           | Матеуш Поспешальский               |              |
| 11. | «Gyöngyhajú lány»  | Анна Адамиш                                                  | Габор Прессер                      |              |
| 12. | «Galop»            | Себастьян Карпель-Булецка / Бартоломей Кудасик               | Матеуш Поспешальский               |              |
| 13. | «Kiebyś ty...»     | Себастьян Карпель-Булецка / Бартоломей Кудасик / Войцех Топа | Матеуш Поспешальский               |              |

| №   | Название                  | Текст песни           | Музыка               | Длительность |
| --- | ------------------------- | --------------------- | -------------------- | ------------ |
| 14. | «Zol miłości»             | Ванда Шадо Кудасикова | Матеуш Поспешальский |              |
| 15. | «W dzikie wino zaplątani» | Марек Грехута         | Ян Канти-Павлюскевич |              |

## Участники записи
В записи принимали участие:
Zakopower
- Себастьян Карпель-Булецка[пол.] — вокал, скрипка, подгальская волынка, словацкая фуяра;
- Бартек (Бартоломей) Кудасик — вокал, альт;
- Войцех Топа — вокал, скрипка;
- Юзеф Хыц — вокал, подгальские басы;
- Пётр (Фалько) Рыхлец — клавишные инструменты;
- Лукаш Москаль — вокал, перкуссия, табла;
- Томек (Сэрек) Кравчик — электрогитара, мандолина;
- Михал Тромбский — бас-гитара, электроконтрабас[англ.].

а также
- Матеуш Поспешальский[пол.] — продюсирование, саксофон;
- Марек Поспешальский — саксофон, скретч;
- Антоний Граляк[пол.] — туба;
- Хуан Мануэль Албан Хуарес — перкуссия;
- Богуслава Кудасик — бэк-вокал;
- Станислава Требуня-Сташель — бэк-вокал;
- Омнирис Касусо Толедо — бэк-вокал;
- Мома Рики Луманиша — вокал.